# Мария Попова (редактор)
Вижте пояснителната страница за други личности с името Мария Попова.
Мария Попова е влиятелна американска блогърка от български произход, живееща в Бруклин и създателка на блога BrainPickings.org с над един милион читатели месечно към 2012 г. и няколкостотин хиляди последователи в Туитър. Списание Фаст Къмпъни я поставя на 51-во място сред 100-те най-творчески личности в бизнеса на 2012 г.

## Биография
През 1991 г. получава като подарък от баба си първата си енциклопедия. През 1998 г. получава първия си компютър. През 2003 г. напуска България, за да учи в Пенсилванския университет в САЩ. Започва да следва Бизнес администрация, но завършва Комуникации. 
Слага началото на блога си BrainPickings.org през 2007 г. Проектът ѝ, който сама нарича „задвижван от човек двигател за откриване на интересното“, привлича влиятелни фенове, сред които писателя Уилям Гибсън, певеца Джон Гробан, комика Дрю Кери, невролога Дейвид Ийгълман, актрисата Мия Фароу и създателите на „Туитър“ Биз Стоун и Еван Уилямс.
Сътрудничи на списанията Атлантик, Гууд и Дизайн Обзървър.